# Miguel Espinosa Gironés
Miguel Espinosa Gironés (Caravaca de la Cruz, 4 de octubre de 1926-Murcia, 1 de abril de 1982) fue un novelista y ensayista español.

## Biografía
Trabajó en comercio exterior y como asesor jurídico. Escritor poco conocido por el gran público, pero sí reconocido por la crítica y el mundo académico. Muchas de sus obras se publicaron años después de ser escritas; algunas, incluso, de forma póstuma. Falleció a comienzos de abril de 1982 en Murcia.

## Galardones
- Premio Ciudad de Barcelona (1974).

## Obra
- Las Grandes Etapas de la Historia Americana (Bosquejo de una Morfología de la Historia Política Norteamericana), (1957), reeditado como Reflexiones sobre Norteamérica
- Escuela de Mandarines (1974, Premio Ciudad de Barcelona).
- La tríbada falsaria (publicado en 1980).

### Póstuma
- La tríbada confusa (publicado en 1984).
- Tríbada. Theologiae Tractatus, (publicado en 1987, edición conjunta de La tríbada falsaria y La tríbada confusa).
- Asklepios, el último griego (publicado en 1985).
- La fea burguesía (publicado en 1990).
- Canciones y decires (publicado en 2004).
- Historia del Eremita (publicado en 2012). Alfaqueque Ediciones.
- Cartas a Mercedes (publicado en 2017). Alfaqueque Ediciones.

### Inédita
- Prometeo encadenado
- Conversaciones con Europeus
- Gentes y estilos
- Forma y Revelación del Mundo
- Preposterius (Lenguaje filosófico)
- Cartas morales
- Falsos años

## Libros sobre Miguel Espinosa
- Bellón Aguilera, José Luis (2012), Miguel Espinosa, el autor emboscado. Granada: Editorial Comares, colecc.«De Guante Blanco». 320 pp. ISBN 978-84-9836-829-1.
- Moraza, José Ignacio (1999), Miguel Espinosa. Poder, marginalidad y lenguaje. Kassel.
- Escudero Martínez, Carmen: La literatura analítica de Miguel Espinosa. (Una aproximación a Escuela de Mandarines), Murcia, Consejería de Cultura, Educación y Turismo de Murcia, 1989.
- Polo García, Victorino (ed.), Miguel Espinosa: Congreso, Murcia, Editora Regional de Murcia-V Centenario. Comisión Autónoma, 1994.
- Espinosa, Juan: Miguel Espinosa", Editorial el Eremita, colección el Candil, Murcia, 2018.www.editorialeleremita.com/publicaciones
- García Jambrina, Luis, La vuelta al Logos: Introducción a la Narrativa de Miguel Espinosa, Ediciones de la Torre, 1998.
- Castillo Gallego Rubén: Palabras en el Tiempo. Miguel Espinosa y la Verdad, 2002.
- Carrión Pujante, María del Carmen: Miguel Espinosa. La mirada de la desolación. Real Academia Alfonso X el Sabio, Murcia, 2005.
- Cervera Salinas, Vicente –  Adsuar Fernández, María Dolores - Carrión Pujante, María del Carmen (eds.): Los tratados de Espinosa. La imposible teología del burgués. Editum, 2006.
- Sánchez Bautista, Francisco: Asklepios o la Añorada Infancia de Miguel Espinosa, 2007.

### Tesis sobre Miguel Espinosa
- Palo Rico, Luciano (1996): El intelectual ante la sociedad: distanciamiento crítico y extrañamiento literario en la narrativa de Miguel Espinosa.
- Carrión, Carrión Pujante, María del Carmen (2001): "La mirada fenomenológica de Miguel Espinosa"
- Durán, Jaime: Miguel Espinosa y Camilo José Cela : dos clásicos contemporáneos, University of Temple. Editado por la Biblioteca Virtual Cervantes
- Bellón Aguilera, José Luis (2006): Campo literario y mundo social en la novela española contemporánea: Miguel Espinosa y Juan Marsé, Universidad de Birmingham – Reino Unido, 1999-2003. Editada por la Biblioteca Virtual Cervantes, ISBN 84-611-2713-7. DL: A-883-2006. (CD-ROM).
- Martínez Peña, María del Carmen (2017): Intertextualidad en la obra narrativa de Miguel Espinosa. De Escuela de mandarines a Tríbada , Universidad de Sevilla - España.
- Ruiz Parra, Juan (2025). “La mirada antropológica de Miguel Espinosa a propósito de la novela Escuela de mandarines”. Universidad de Murcia.